# Lycophidion meleagre
Lycophidion meleagre (крапчаста вовча змія) — вид змій родини Lamprophiidae. Мешкає в Центральній Африці.

## Поширення і екологія
Крапчасті вовчі змії мешкають на південному сході Демократичної Республіки Конго та на півночі Анголи, а також в горах Улугуру та Усамбара в Танзанії. Вони живуть у вологих рівнинних і гірських тропічних лісах, на висоті до 1600 м над рівнем моря. Ведуть нічний спосіб життя, живляться зміями і ящірками. Відкладають яйця.